# Buccinum abyssorum
Buccinum abyssorum is een soort in de klasse van de Gastropoda (Slakken).
Het dier komt uit het geslacht Buccinum en behoort tot de familie Buccinidae. Buccinum abyssorum werd in 1884 beschreven door Verrill & Smith.